# ピョートル・スヴチンスキー
ピョートル・ペトロヴィチ・スヴチンスキー（Пётр Петро́вич Сувчи́нский、1892年10月5日 - 1985年1月24日）は、ロシアの音楽家、哲学者、音楽著作家、プロモーター、出版人。フランスに移住したためにフランス式にピエール・スヴチンスキー（Pierre Souvtchinsky）とも呼ばれる。ユーラシア主義の活動に積極的にかかわり、その論集を出版したが、第二次世界大戦後は音楽評論活動に専念した。姓はスフチンスキーとも表記される。

## 生涯
スヴチンスキーはポーランド貴族の家系に属し、石油会社ネフチの理事長をつとめていたピョートル・スヴチンスキー伯爵の子としてサンクトペテルブルクで生まれた。サンクトペテルブルク大学を卒業後、ピアノと歌唱を学んでオペラ歌手になろうとした。スヴチンスキーは『芸術世界』（ミール・イスクーストヴァ）に近く、フセヴォロド・メイエルホリド、セルゲイ・ディアギレフ、アレクサンドル・ブロークらと交友関係があった。スヴチンスキーは1915年から1917年にかけて刊行された雑誌『音楽の現代』の創刊者のひとりだった。1917年にはボリス・アサフィエフとともに『音楽の現代』を離れて『メロス』誌を創刊したが、ロシア革命のために2号までしか出せなかった。
革命後は国外に逃れ、ソフィア、ベルリンを経てパリに住んだ。ソフィアでニコライ・トルベツコイおよびピョートル・サヴィツキーとともにユーラシア運動を創始し、1922年から1928年にかけてベルリンとパリのユーラシア出版の経営者であった。1921年にはユーラシア主義の最初の論集である『東方への旅立ち』の出版にかかわった。スヴチンスキーは1926年から1928年まで刊行された在外ロシア人のための雑誌『ヴョールスティ（露里）』の編集者のひとりだった。
1925年、スヴチンスキーはオクチャブリストのアレクサンドル・グチコフの娘であるヴェーラ(1906-1987)と結婚した（1936年に離婚）。
スヴチンスキーの友人にはアンドレイ・リムスキー＝コルサコフ、ニコライ・ミャスコフスキー、セルゲイ・プロコフィエフ、アレクセイ・レーミゾフ、レフ・カルサーヴィン（彼の娘のマリアンナと再婚した）、イーゴリ・ストラヴィンスキー、フランス人ではアントナン・アルトー、ジャン・ポーラン、アンリ・ミショー、ルネ・シャールらがあった。スヴチンスキーはストラヴィンスキーやプロコフィエフの音楽を鼓吹した。スヴチンスキーはミャスコフスキーのためにドストエフスキー『白痴』にもとづくオペラののリブレットを書いたが、ミャスコフスキーがこの作品を完成させることはなかった。スヴチンスキーはまたプロコフィエフの『レーニン・カンタータ』（『十月革命20周年記念のためのカンタータ』の初期の版）の歌詞を書いた。プロコフィエフはピアノソナタ第5番をスヴチンスキーに献呈している。スヴチンスキーはストラヴィンスキーが1942年に出版した『音楽の詩学』の執筆協力者であり、とくにその第2講と第5講はスヴチンスキーの影響が強い。スヴチンスキーはヴァシリー・ロザノフ、レーミゾフ、ブロークに関する評論を書いた。
1932年、スヴチンスキーはソ連のビザを申請したが許可がおりなかった。1937年にソ連を訪問したが、その文化政策に深く幻滅した。1946年、躊躇した後に最終的にロシアに帰国しないことを決断した。
第二次世界大戦後、スヴチンスキーはオリヴィエ・メシアン、カールハインツ・シュトックハウゼン、ピエール・ブーレーズらの音楽を称揚した。またイタリアとフランスの百科事典にアナトーリ・リャードフ、ピョートル・チャイコフスキー、フェリックス・ブルーメンフェルトに関する記事を執筆した。いくつかのロシア語オペラをフランス語に翻訳した。
1953年、スヴチンスキーはブーレーズおよびジャン＝ルイ・バローとともにドメーヌ・ミュジカルを創始した。ドメーヌ・ミュジカルではエディソン・デニソフらのロシア人を含む現代音楽の作曲家の作品が演奏され、20年間にわたってフランス音楽の主要なイベントのひとつだった。
スヴチンスキーと文通のあった人物としてはマクシム・ゴーリキー、マリーナ・ツヴェターエワ、ボリス・パステルナーク、マリヤ・ユーディナ、ボリス・ド・シュレゼールらが知られる。
1985年にパリで没した。

## 編著
- Musique russe; études réunies. Paris: Presses universitaires de France. (1953)（全2冊の論文集。ブーレーズによる『春の祭典』の分析を含む[10]）
- Un siècle de musique russe : 1830—1930 : Glinka, Moussorgsky, Tchaïkowsky, Strawinsky : et, autres écrits : Strawinsky, Berg, Messiaen et Boulez. Arles: Actes Sud. (2004). ISBN 978-2742745937